# 長鰭潘鰍
長鰭潘鰍為輻鰭魚綱鯉形目鰍科的其中一種，為熱帶淡水魚，分布於亞洲印度淡水流域，體長可達6.2公分，棲息在沙底質靜止的底層水域，生活習性不明。

## 扩展阅读
維基物種上的相關：長鰭潘鰍